# Magnesi trong sinh học

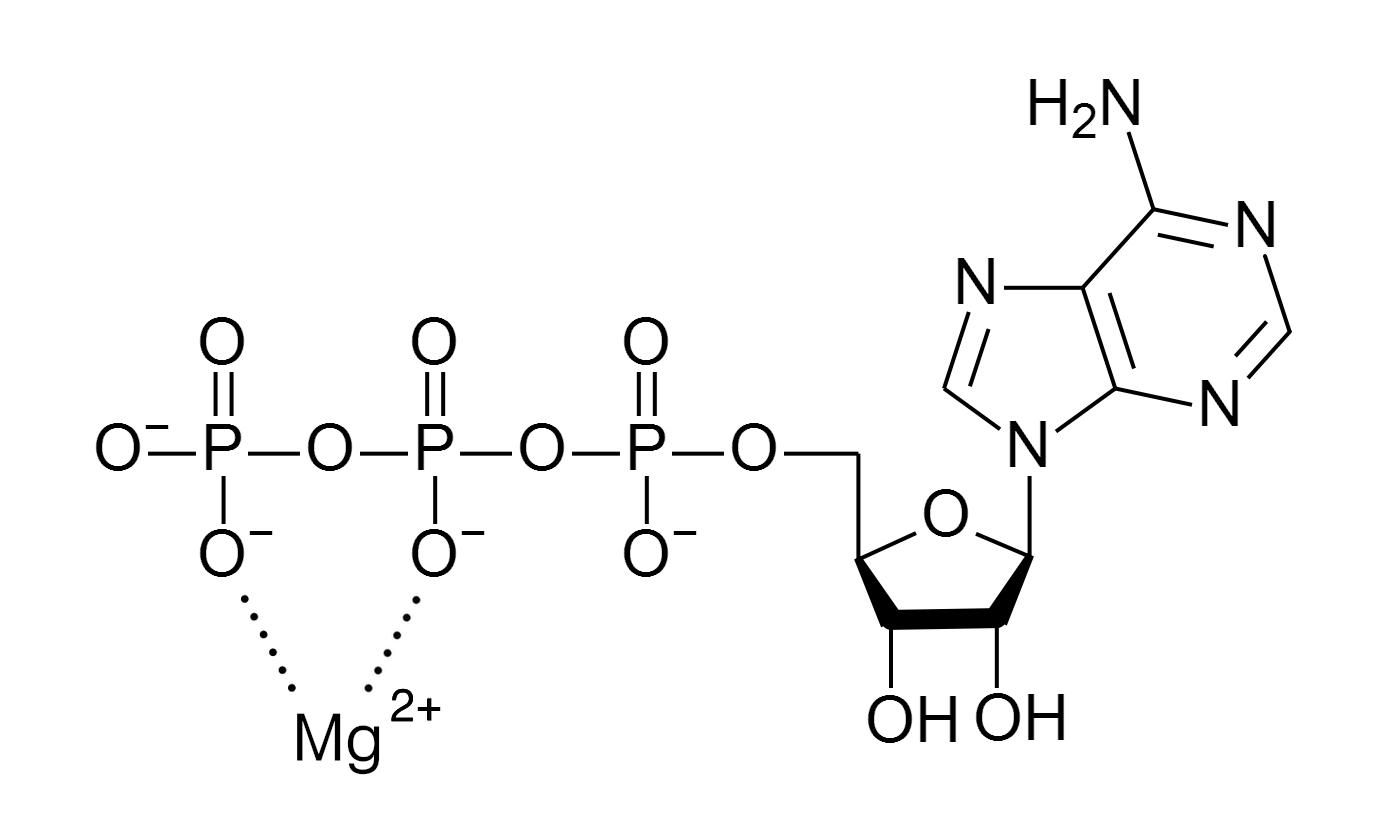
Hỗn hợp ion magnesi – adenosine triphosphate, thường được gọi là adenosine triphosphate thông tục trong sinh học

Magnesi là một yếu tố thiết yếu trong hệ thống sinh học. Magnesi thường xuất hiện dưới dạng ion Mg2+. Đây là một khoáng chất dinh dưỡng thiết yếu (tức là nguyên tố) cho sự sống và có mặt trong mọi loại tế bào của mọi sinh vật. Ví dụ, adenosine triphosphate (ATP), nguồn năng lượng chính trong tế bào, phải liên kết với ion magnesi để có hoạt tính sinh học. Cái được gọi là ATP thường thực chất là Mg-ATP. Như vậy, magnesi đóng vai trò trong sự ổn định của tất cả các hợp chất polyphosphat trong tế bào, bao gồm cả những hợp chất liên quan đến quá trình tổng hợp DNA và RNA.

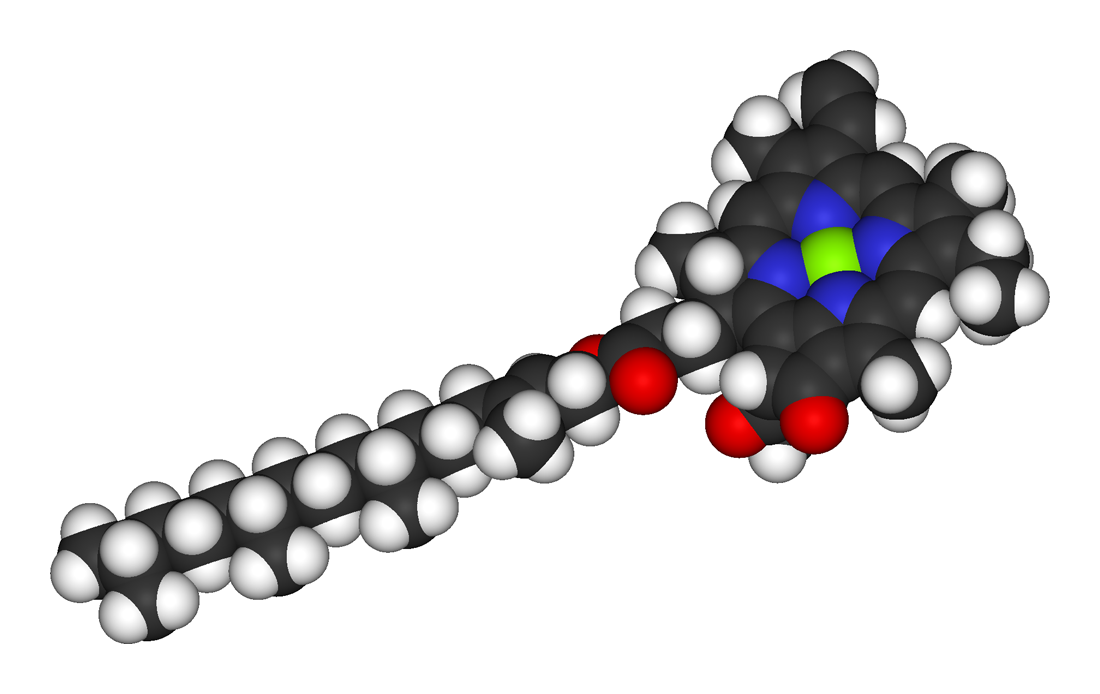
Mô hình lấp đầy không gian của phân tử diệp lục a, với ion magnesi (xanh lục sáng) có thể nhìn thấy ở trung tâm của nhóm clorin

Hơn 300 enzyme cần có sự hiện diện của ion magnesi để thực hiện hoạt động xúc tác, bao gồm tất cả enzyme sử dụng hoặc tổng hợp ATP hoặc những enzyme sử dụng các nucleotide khác để tổng hợp DNA và RNA.
Ở thực vật, magnesi cần thiết cho quá trình tổng hợp chất diệp lục và quang hợp.